# Lepismium lumbricoides
Lepismium houlletianum é uma  espécie de planta do gênero Lepismium na família dos Cactus.

## Descrição
Planta epifítica, reptante ou escalante, com numerosas raízes adventícias; ramos com 3 a 4 m por 6 mm diâmetro, cilíndricos quando túrgidos, se não, levemente angulados, verde-escuros a acinzentados; aréolas dos ramos jovens lanosas, com espinhos; espinhos de 5 a 8 cerdosos, com 3 a 5 mm de comprimento, decíduos; flor rotada com 2 por 2,5 cm, pericarpelo ausente, tépalas brancas a rosadas; fruto globoso, elipsóide, vermelho a roxo quando maduro, polpa purpúrea; sementes cor castanha de 1 a 1,5 mm de comprimento.

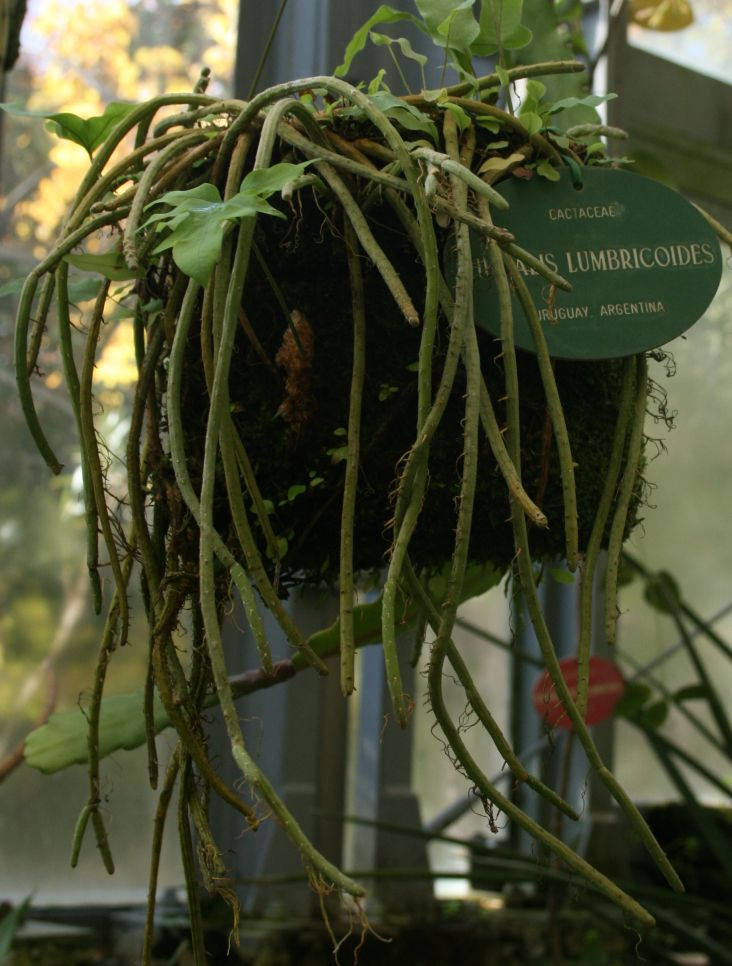
Lepismium lumbricoides planta

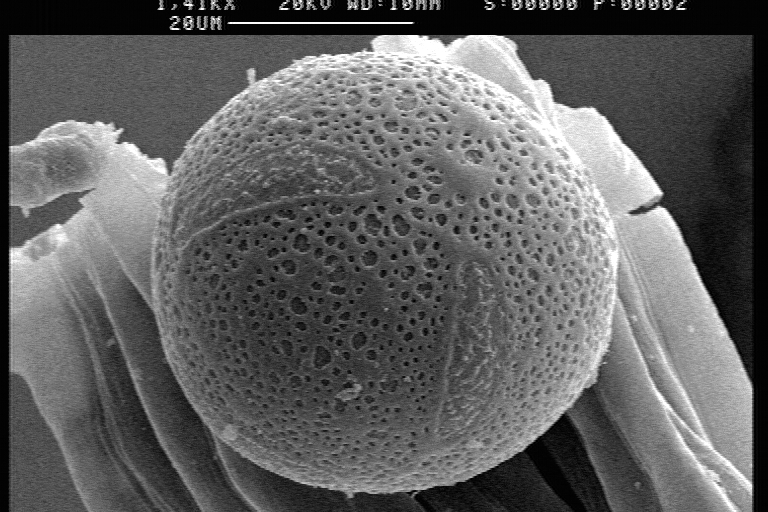
Imagem de uma grão de polém de Lepismium lumbricoides

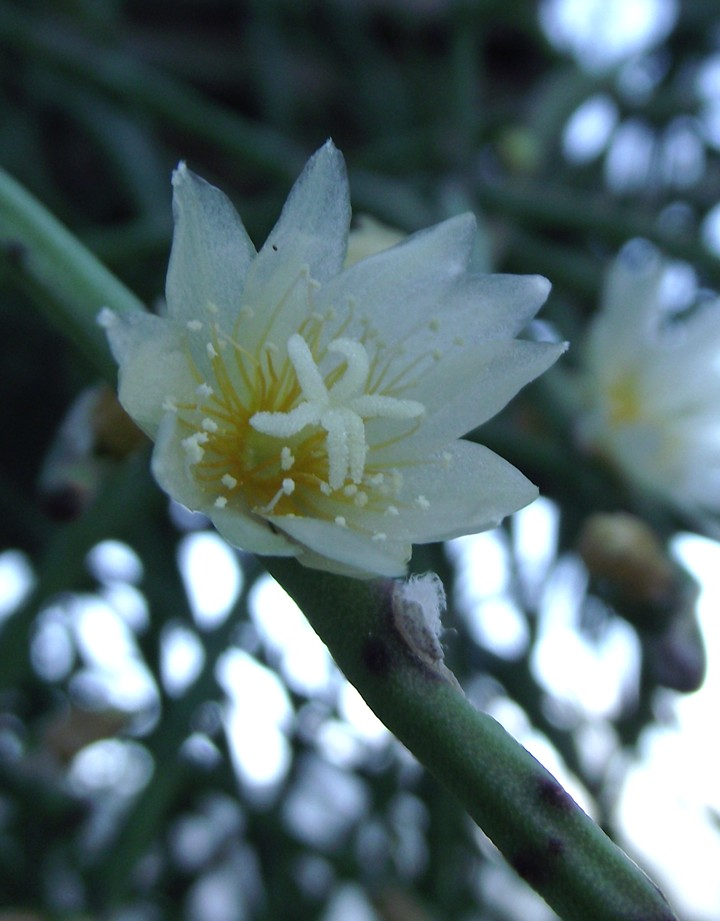
Lepismium lumbricoides flôr

## Distribuição
Encontrada na Argentina, Bolivia, Brasil (Paraná, Rio Grande do Sul, Santa Catarina e São Paulo), Paraguai e Uruguai. No Rio Grande do Sul, ocorre nos biomas Mata Atlântica e Pampa. Status de Conservação: Espécie registrada em unidade de conservação de proteção integral. Apresenta ampla área de distribuição.

## Ecologia
Planta epifítica. Floresce de julho a outubro. A flor abre-se à noite e permanece aberta durante o dia. O fruto é comestível por aves, que são importantes dispersores das sementes.
Lepismium cruciforme está na  Lista Vermelha de Espécies Ameaçadas a IUCN como Pouco Preocupante (LC).